# Marigny, Manche

Marigny este o comună în departamentul Manche, Franța. În 1 ianuarie 2018 avea o populație de 2.356 de locuitori.